# غلوكونات الحديديك الصوديوم
غلوكونات حديديك الصوديوم، التي تُباع تحت الاسم التجاري فيرليسيت (Ferrlecit ) هو دواء يستخدم لعلاج فقر الدم الناجم عن نقص الحديد لدى الأشخاص الذين يخضعون لغسيل الكلى والذين يتلقون علاج الإيبوتين.  و يعطى عن طريق الحقن في الوريد، لأنه وجد أن الحديد عن طريق الوريد أفضل من الحديد عن طريق الفم. 
تشمل الآثار الجانبية الشائعة لدى البالغين: الغثيان و الاسهال و الدوخة و ضيق التنفس و ألم في الصدر و تشنجات الساق و الألم.  الآثار الجانبية الأكثر شيوعًا عند الأطفال هي: الصداع و سرعة ضربات القلب و القيء.  قد تشمل الآثار الجانبية الأخرى أيضا: انخفاض ضغط الدم و الحساسية.  وهو نوع من مكملات الحديد. 
وُوفق على غلوكونات الحديديك الصوديوم للاستخدام الطبي في الولايات المتحدة في عام 1999.  في الولايات المتحدة تبلغ التكلفة حوالي 68 دولارًا أمريكيًا للجرعة الواحدة اعتبارًا من عام 2021.  وهي متوفرة أيضًا في أوروبا. 